# Итагаки, Коити
Коити Итагаки (яп. 板垣 公 Итагаки, Коити, 1947) — японский предприниматель и астроном-любитель, открывший в ночь с 14 на 15 августа 2013 года новую звезду в созвездии Дельфина — Новую Дельфину 2013 с помощью 60-сантиметрового рефлектора и ПЗС-камеры без фильтра. Также ему удалось 8 октября 2008 года переоткрыть комету 205P/Джакобини, которая до этого уже более сотни лет считалась утерянной.

## Благодарности и награды
- 2003 — Приз мэра Ямагата
- 2006 — Исследователь, внёсший хороший вклад развитие Министерства образования
- 2007 — звание почётного доктора (Ямагата)
- 2008 — Награда за вклад в астрономическое общество Японии
- 2008 — префектура наук и технологий Ямагата
- 2009 — Премия Эдгара Уилсона
- В его честь астероид 1997 UN8 был назван 14551 Itagaki.